# Бир, Дональд
Дональд Антон Эйлерс «Дон» Бир (англ. Donald Anton Eilers "Don" Beer; 31 мая 1935, Нью-Йорк, Нью-Йорк — 25 января 1997, Принстон, Нью-Джерси) — американский гребец, выступавший за сборную США по академической гребле в середине 1950-х годов. Чемпион летних Олимпийских игр в Мельбурне, победитель и призёр регат национального значения.

## Биография
Дональд Бир родился 31 мая 1935 года в Нью-Йорке, США.
Занимался академической греблей во время учёбы в Йельском университете, состоял в местной гребной команде «Йель Булдогс», неоднократно принимал участие в различных студенческих регатах. Уже на первом курсе стал капитаном команды новичков, затем выступал в команде старшекурсников, в частности в 1957 и 1958 годах дважды выигрывал традиционную студенческую регату «Восточные спринты». Окончил университет, получив степень в области электронной инженерии.
Наивысшего успеха в гребле на взрослом международном уровне добился в сезоне 1956 года, когда вошёл в основной состав американской национальной сборной и благодаря череде удачных выступлений удостоился права защищать честь страны на летних Олимпийских играх в Мельбурне. В составе экипажа-восьмёрки обошёл в финале всех своих соперников, в том числе почти на две секунды опередил ближайших преследователей из Канады, и тем самым завоевал золотую олимпийскую медаль.
После мельбурнской Олимпиады Бир больше не показывал сколько-нибудь значимых результатов в академической гребле на международной арене.
Впоследствии получил степень магистра делового администрирования в Гарвардском университете и затем занимался бизнесом в сфере инновационных технологий. Был женат, имел двоих сыновей и дочь.
Умер от опухоли головного мозга 25 января 1997 года в Принстоне в возрасте 61 года.